# Districtul Bergstraße
Bergstraße este numele unui district rural (germană: Landkreis) din landul Hessa, Germania. Numele lui provine de la strada cu același nume dintre Darmstadt și Wiesloch, lungă de 68 km.
Face parte din regiunea administrativă Regierungsbezirk Darmstadt.

## Orașe și comune
| Orașe 1. Bensheim (39.368 loc.) 2. Bürstadt (15.625 loc.) 3. Heppenheim (Bergstraße) (25.013 loc.) 4. Hirschhorn (Neckar) (3.424 loc.) 5. Lampertheim (31.491 loc.) 6. Lindenfels (5.022 loc.) 7. Lorsch (13.170 loc.) 8. Neckarsteinach (3.797 loc.) 9. Viernheim (33.120 loc.) 10. Zwingenberg (6.705 loc.) | Comune 1. Abtsteinach (2.426 loc.) 2. Biblis (8.814 loc.) 3. Birkenau (10.012 loc.) 4. Einhausen (6.226 loc.) 5. Fürth (10.406 loc.) 6. Gorxheimertal (4.088 loc.) 7. Grasellenbach (3.954 loc.) 8. Groß-Rohrheim (3.775 loc.) 9. Lautertal (Odenwald) (7.127 loc.) 10. Mörlenbach (9.884 loc.) 11. Rimbach (8.450 loc.) 12. Wald-Michelbach (10.425 loc.) | Zonă neincorporată 1. Michelbuch |

1. 1 2 3  GeoNames